# سرطانة غدية
السرطانة الغدية أو أدينو كارسينوما (بالانجليزية:Adenocarcinoma) هو أحد أنواع الاورام السرطانية التي يمكن أن تحدث في اماكن عديدة في الجسم. يعرف بورم النسيج الطلائي الذي له أصل غدي، أو خصائص غدية، أو كلاهما. السرطانات الغدية تكون جزء من سرطانة أكبر، ولكن أيضا في بعض الاحيان يتم تسميتهم بأسماء أكثر دقة عن طريق حذف الكلمة حيثما وجدت. ولذلك سرطان القنوات الغازي (invasive ductal carcinoma) وهو النوع الأكثر انتشارا من سرطان الثدي، هو أيضا سرطان غدي ولكن لا يتم استعمال هذا الاسم، ولكن مصطلح سرطانة المريء الغدي يستخدم لتفريقه عن باقي سرطانات المريء المشهورة، وسرطانة المريء حرشفية الخلايا. العديد من الأنواع المشهورة من السرطانات تكون سرطانة غدية. العديد من الأشكال الأكثر شيوعا من سرطان هي سرطانات الغدد، وأنواع مختلفة من السرطانة الغدية تختلف اختلافا كبيرا في كل جوانبها، حتى أن عددا قليلا من التعميمات المفيدة يمكن إجرائها عليهم.
في الاستخدام الأكثر تحديدا (ادق مغزى) فان السمة والاصل الغدي يكون خارجي الافراز; بينما أورام الغدد الصماء مثل الفيبوما-VIPoma (الورم المفرز لعديدات الببتيد المعوية المنشأ الفعَّّآلة وعائيا)، والورم الجزيري-insulinoma، أو ورم القواتم-pheochromocytoma، عادة لا يشار إليهم كسرطانات غدية إنما يتم تسميتها باورام الغدد الصماء العصبية. يتضمن النسيج الطلائي في بعض الاحيان -وليس على سبيل الحصر- الطبقة السطحية من الجلد، والغدد، ومجموعة من بعض الأنسجة الأخرى التي تبطن الفراغات وأعضاء الجسم. يمكن أن يستمد النسيج الطلائي جنينا من أي طبقة تبرعم (أديم ظاهر، أديم باطن، أديم متوسط). ولكي يتم تصنيف السرطان كسرطانة غدية لا يجب بالضرورة ان تكون الخلايا جزء من الغدة، طالما تمتلك خصائص افرازية. السرطانة الغدية هي النظير الخبيث للورم الغدي وهو النوع الحميد من هذه الاورام. في بعض الاحيان تتحول الاورام الحميدة إلى اورام سرطانية خبيثة ولكن اكثرها لا تتحول.
السرطانات الغدية المتمايزة خلويا بشكل جيد تميل إلى مماثلة الأنسجة الغدية المستخلصة منها، بينما الفقيرة في التمايز الخلوي ربما لا تماثل الانسجة المستخلصة منها. بعد صبغ خلايا خزعة، يستطيع اخصائي علم الامراض ان يحدد إذ كان الورم سرطان غدي أو أحد أنواع السرطان الأخرى. يمكن أن يحدث السرطان الغدي في العديد من الانسجة في الجسم وهذا يرجع لطبيعة الغدد حيث أنها تنتشر في كل أجزاء الجسم، وبشكل أساسي إلى قوة نفاذية الخلية. في حين ان كل الخلايا قد لا تفرز نفس المادة، وما دام هناك وظيفة الإفراز الخارجي للخلية، فانها يتم اعتبارها غدة والهيئة السرطانية لهذا تسمى سرطانة غدية.

## باثولوجيا الانسجة

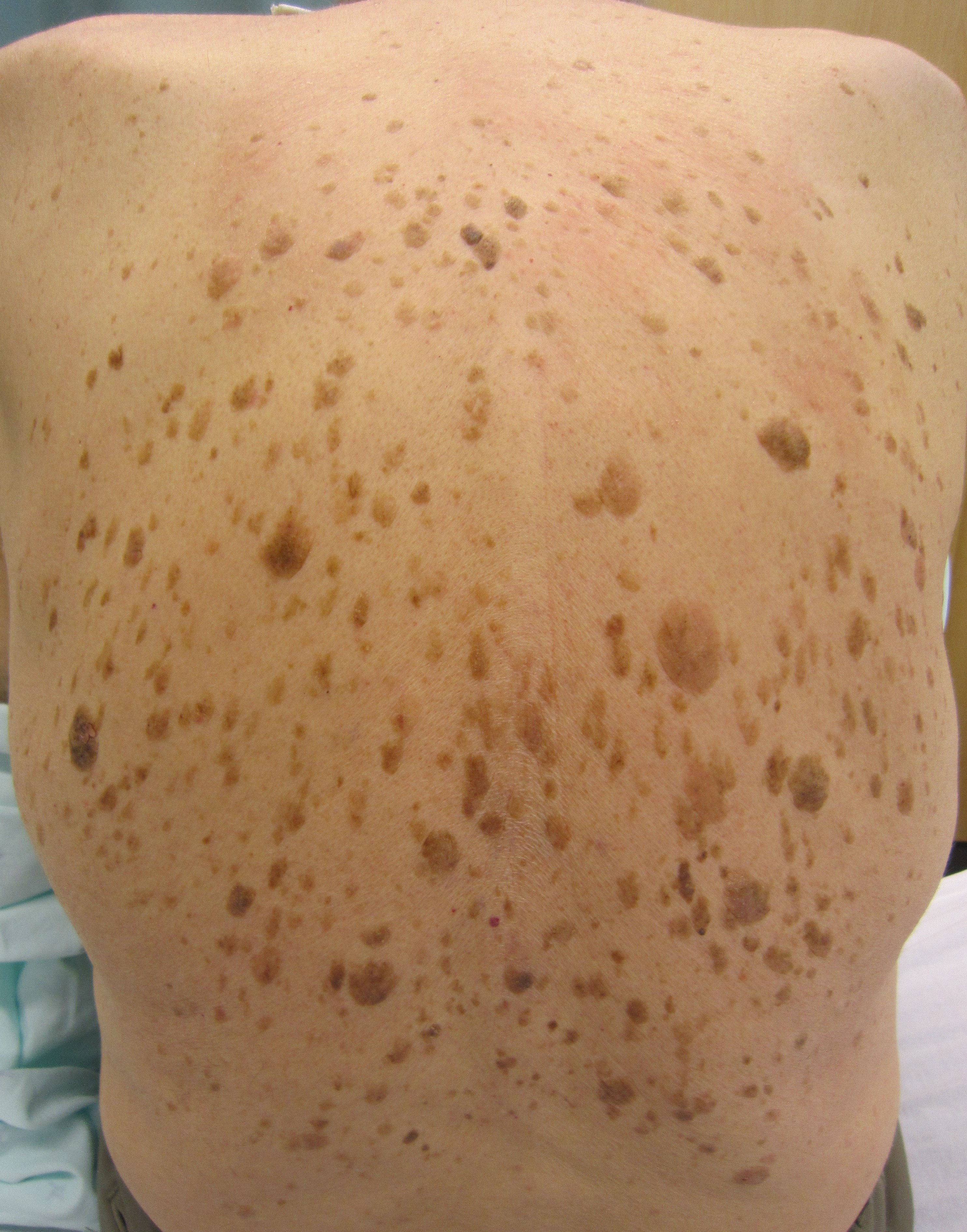
العديد من التقران المثي على ظهر أحد الاشخاص مع علامة لازير-تريلا بسبب اصابته بسرطان القولون

أمثلة حيث تكون السرطانات الغدية نوع شائع:
- سرطان المريء; معظم الحالات تكون سرطانات غدية في الدول المتقدمة.[3]
- البنكرياس; اكتر من 80% من حالات سرطان البنكرياس تكون سرطانات غدية قنوية.[4]
- سرطان البروستاتاتقريبا دائما يكون سرطان غدي.
- معظم حالات سرطان عنق الرحم تكون سرطانة حرشفية الخلايا، ولكن 10 إلى 15 بالمئة من حالات سرطان عنق الرحم تكون بسبب سرطانة غدية.[5]
- سرطان المعدة

### الثدي
معظم سرطانات الثدي تبدا في القنوات أو الفصيصات، وتكون سرطانات غدية. يوجد ثلاثة أنواع من باثولوجيا الانسجة الأكثر شيوعا ويمثلون ثلاثة ارباع سرطانات الثدي.
- سرطان القنوات الغازي (Invasive ductal carcinoma): يمثل 55% من حالات سرطان الثدي.[6]
- سرطان داخل القنوات (Ductal carcinoma in situ): يمثل 13%.[6]
- سرطان فصيصي غازي (Invasive lobular carcinoma): يمثل 5%.[6]

### القولون

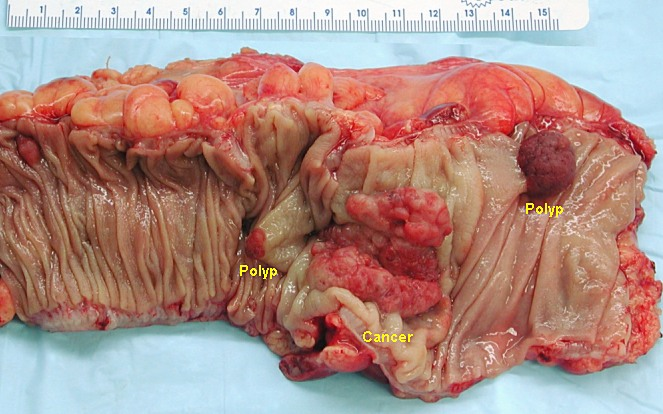
صورة لعينة من قولون تم استئصالة يحتوي على اثنان من بوليبات قولونية(يظهر الورم أو البوليب بالشكل البيضاوي البني فوق العلامات المميزة ومتصلة باللون البيج الطبيعي) وسرطان قولون غازي واحد (يشبه فوهة البركان، محمر، غير منتظم الشكل ويقع فوق العلامة المميزة)

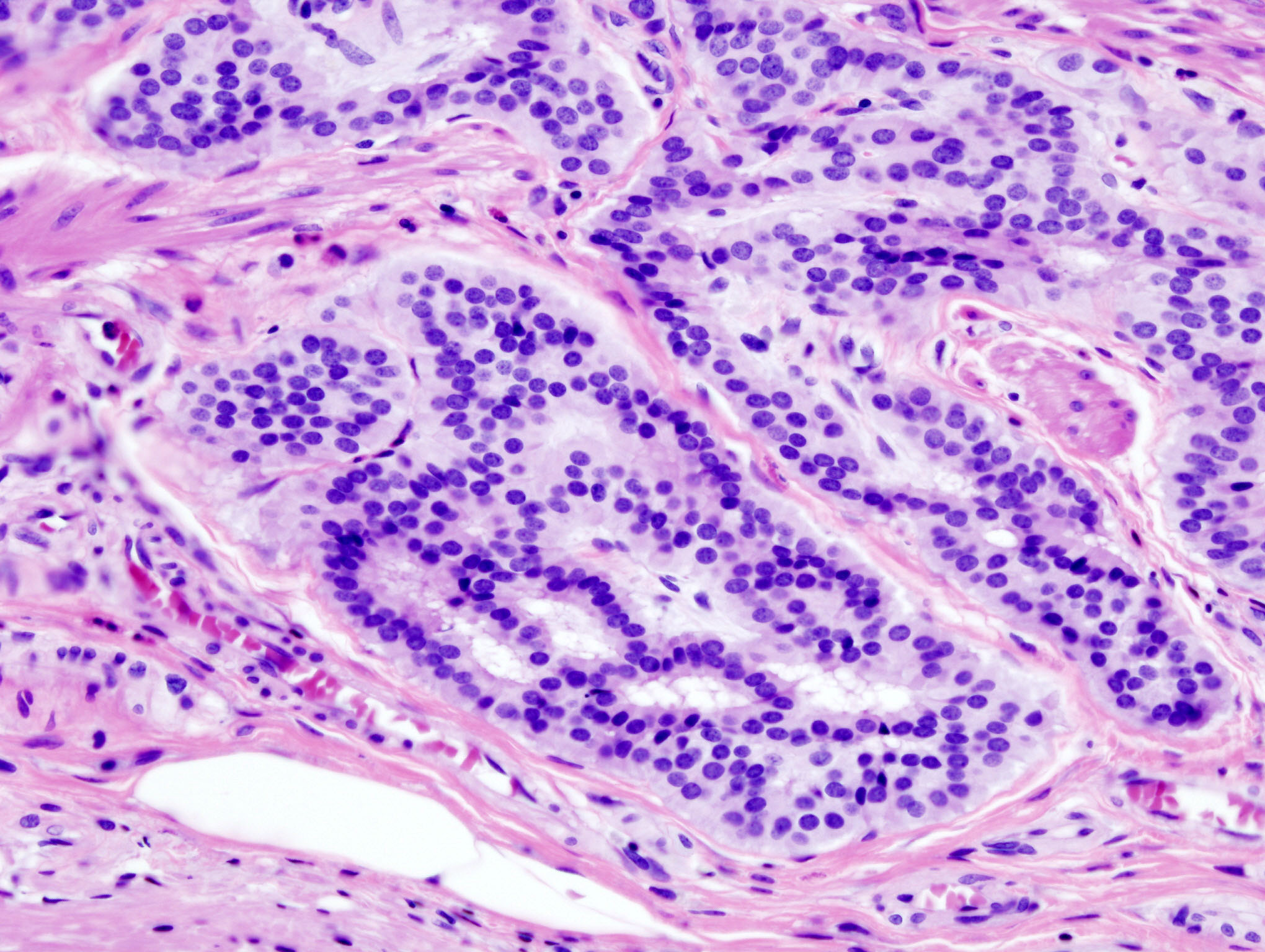
صورة باثولوجية لسرطان القولون مصبوغة بالهيماتوكسيلين واليوزين

الغالبية العظمى من سرطانات القولون سرطانات غدية. وذلك لان القولون يحتوى على العديد من الغدد في نسيجه. غدد القولون العادية غالبا تكون بسيطة وانبوبية في المظهر مع خليط من الخلايا الكأسية التي تقوم بافراز المخاط وخلايا ممتصة للماء. تم تسمية هذه الغدد بهذا الاسم لانها تفرز مواد داخل تجويف القولون، هذه المواد تكون المخاط. وغرض هذه الغدد ذو شقين. الشق الأول هو امتصاص الماء من البراز واعادته إلى الدم. والثاني هو افراز المخاط في تجويف القولون لتليين بالبراز الذي تم تجفيفه. هذا أمر بالغ الأهمية لانه إذا فشل في تليين البراز فيمكن أن يؤدي ذلك إلى ضرر القولون من البراز أثناء مروره نحو المستقيم.
عندما تخضع هذه الغدد لعددا من التغييرات على المستوى الجيني، فانها تحدث بطريقة يمكن التنبؤ بها لأنها تتحول من حميدة إلى سرطان القولون الغازي الخبيث. في ورقتهم البحثية «دروس من سرطان القولون الوراثي» اوضح فوجليستين واخرون ان خلايا القولون تفقد الجين المثبط للورم (APC) وتصبح ورم صغير (polyp). ومن ثم قاموا باقتراح انه يتم تفعيل (KRAS) ثم يصبح الورم الصغير ورم صغير حميد. هذا الورم يكون نسخة حميدة من السرطان الغدي الخبيث. يفحص اخصائي الجهاز الهضمي القولون بالمنظار لإيجاد وازالة هذه الاورام الصغيرة لمنعهم من اكتساب تغيرات جينية تؤدي إلى تحولهم لسرطانات غدية. يرى فوجيستين واخرون ان فقدان الجين DCC والجين p53 يؤدي إلى سرطان غدي خبيث.
تكون هناك كتلة من لون مختلف عن الأنسجة المحيطة بها. النزيف من الورم غالبا ما يكون واضح لان الورم يميل إلى نمو الأوعية الدموية فيه بطريقة عشوائية عن طريق إفراز عدد من العوامل المعززة لبناء الاوعية الدموية مثل VEGF. تشريحيا، تصنف الاورام التي تشابه الاعضاء الاصلية انها جيدة التمايز. بينما خلايا الأورام التي فقدت أي تشابه للانسجة الأصلية، سواء في المظهر أو التكوين، تصنف بانها سيئة التمايز. بغض النظر عن الدرجة، تميل الأورام الخبيثة أن يكون لها نواة كبيرة مع نويات بارزة. ويكون هناك أيضا زيادة ملحوظة في حالات الانقسام الميتوزي، أو انقسامات الخلية.

## الرئة

صورة توضح معدل حدوث السرطان الغدي فالرئة (باللون الأصفر) مقارنة بانواع سرطان الرئة الأخرى، مع نسبة عدم المدخنين إلى المدخنين موضحة لكل نوع

حوالي 80% من سرطانات الرئة هي سرطانات غدية، والتي تنشأ عادة من الانسجة الرئوية الطرفية. معظم حالات السرطان الغدي له علاقة بالتدخين; من ضمن الاشخاص الذين قاموا بتدخين اقل من 100 سيجارة خلال حياتهم («وغير المدخنين»)، فإن السرطانات الغدية هي النوع الأكثر شيوعا في سرطان الرئة. أحد الانواع الفرعية من السرطان الغدي وهو سرطان يحدث داخل الحويصلات الهوائية (bronchioloalveolar carcinoma)، وهو أكثر شيوعا بين النساء الغير مدخنات، وقد يكون له احتمال أفضل للبقاء على قيد الحياة على المدى الطويل.
يتم رؤية هذا السرطان في اطراف الرئة، على عكس سرطان الرئة صغير الخلايا وسرطان الرئة حرشفي الخلايا، حيث يميل كلاهما ان يتواجدوا في المنتصف.

### أخرى
- سرطان الأوعية الصفراوية، أو سرطان قناة الصفراء.
- سرطان المهبل.
- سرطان سرر مثاني.
- سرطان المعدة.

## الاشتقاق
مصطلح السرطانة الغدية (adenocarcinoma) تم اشتقاقه من (adeno) تعنى له علاقة بغدة، وكلمة (carcinoma) والتي تصف سرطان خبيث نشأ في الخلايا الطلائية.